# Rosthuvad svala
Rosthuvad svala (Alopochelidon fucata) är en fågel i familjen svalor inom ordningen tättingar.

## Utseende
Rosthuvad svala är en liten svala med kanelbrunt på huvud och bröst som kontrasterar med brun rygg och vit buk. Sydlig kamvingesvala är större med brunt huvud och ljusare övergump.

## Utbredning och systematik
Fågeln förekommer i Venezuela, Brasilien och norra Argentina. Den placeras som enda art i släktet Alopochelidon och behandlas som monotypisk, det vill säga att den inte delas in i några underarter.

## Levnadssätt
Rosthuvad svala hittas i gräsmarker och savann, framför allt nära vatten. Den ses enstaka eller i smågrupper.

## Status
Arten har ett stort utbredningsområde och beståndet anses stabilt. Internationella naturvårdsunionen IUCN listar den därför som livskraftig (LC).